# Hägendorf
Hägendorf é uma comuna da Suíça, no Cantão Soleura, com cerca de 4.316 habitantes. Estende-se por uma área de 13,87 km², de densidade populacional de 311 hab/km². Confina com as seguintes comunas: Egerkingen, Eptingen (BL), Gunzgen, Hauenstein-Ifenthal, Kappel, Langenbruck (BL), Rickenbach.
A língua oficial nesta comuna é o Alemão.

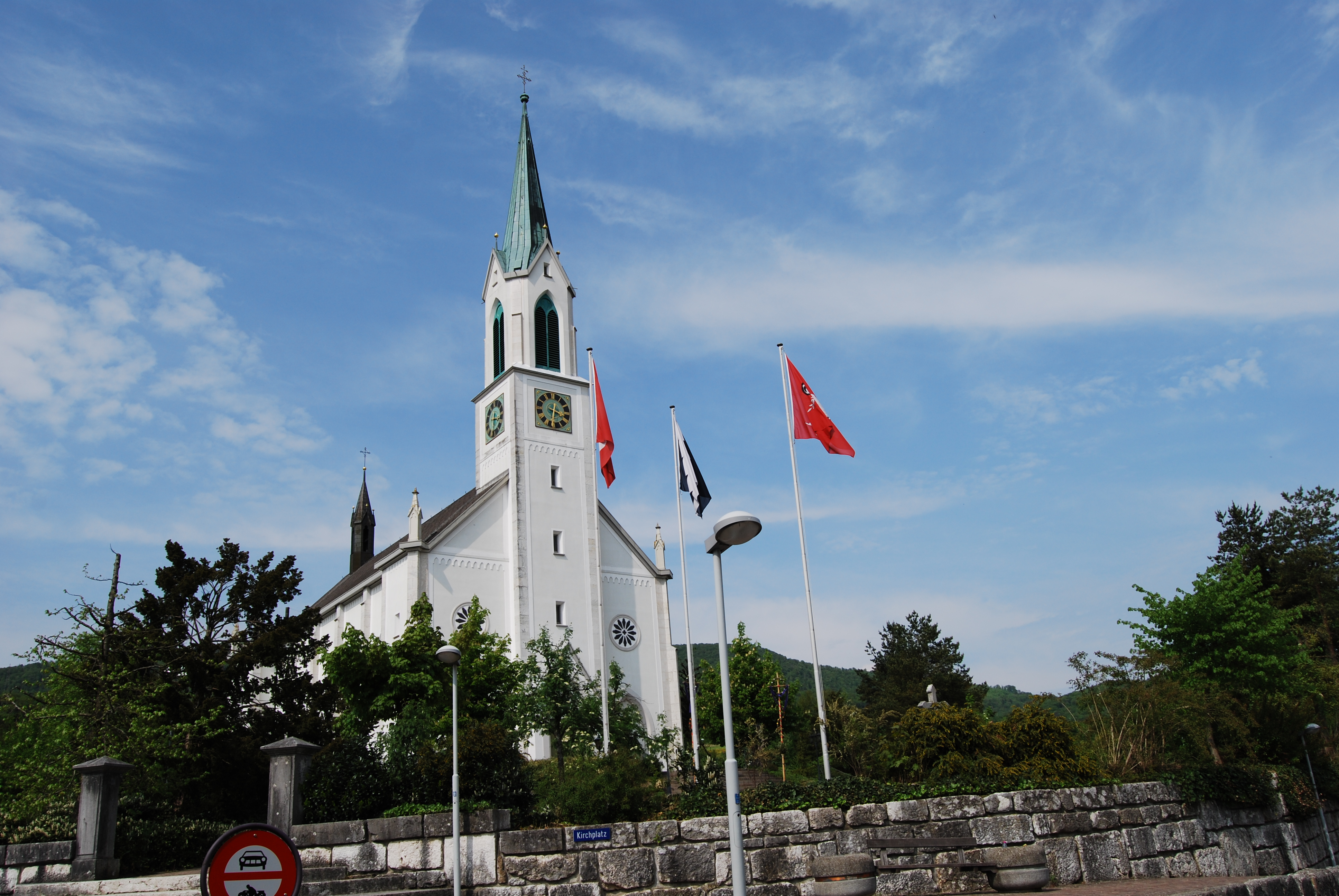
Hägendorf